# موسى خومالو
موسى خومالو (بالإنجليزية: Moses Khumalo)‏ هو عازف جاز جنوب أفريقي، ولد في 30 يناير 1979، وتوفي في 4 سبتمبر 2006 بسبب شنق.

## وصلات خارجية
- موسى خومالو على موقع ميوزك برينز (الإنجليزية)
- موسى خومالو على موقع أول ميوزيك (الإنجليزية)